# Selectieperron

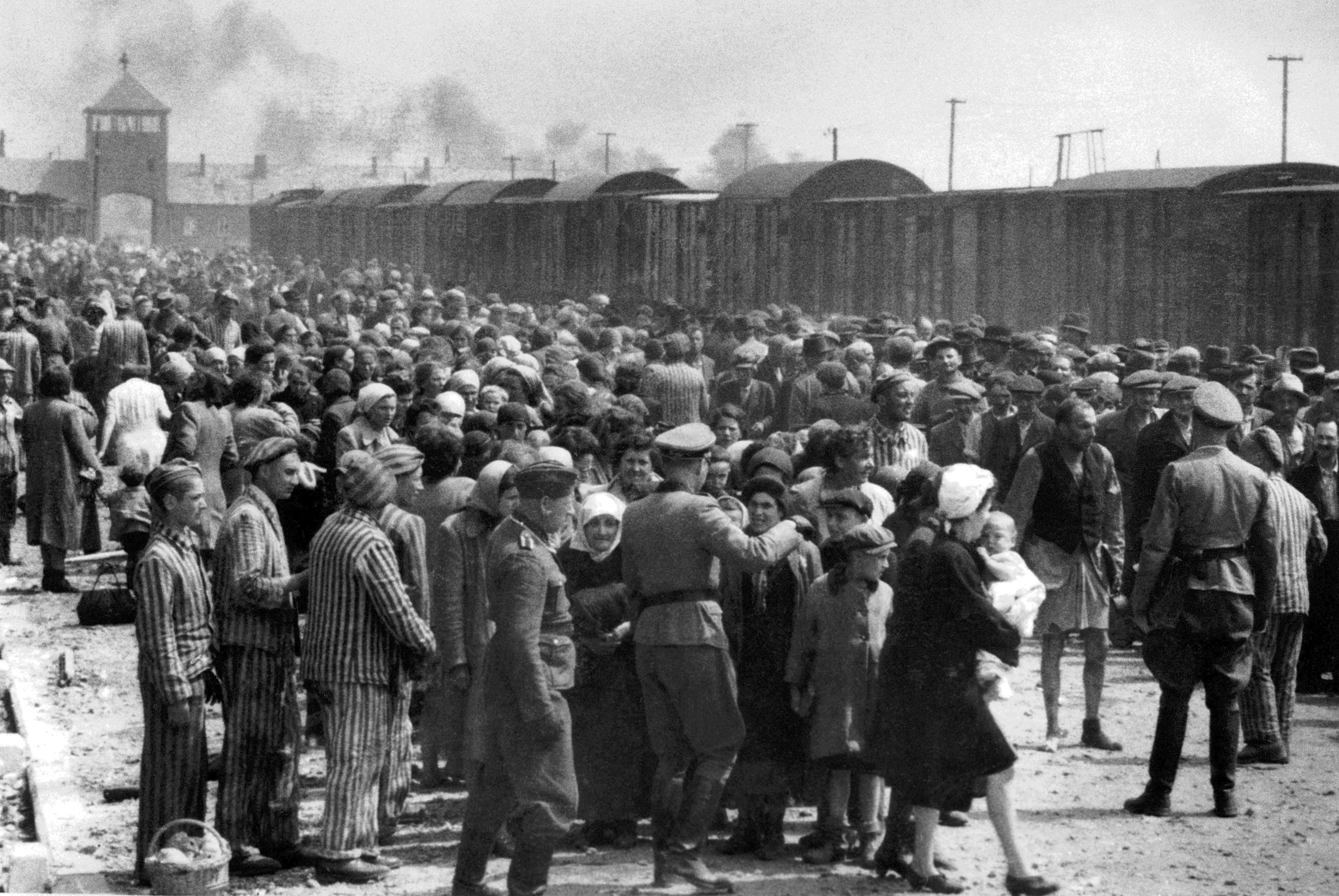
Selectie op het perron in mei of juni 1944 met op de achtergrond het poortgebouw.

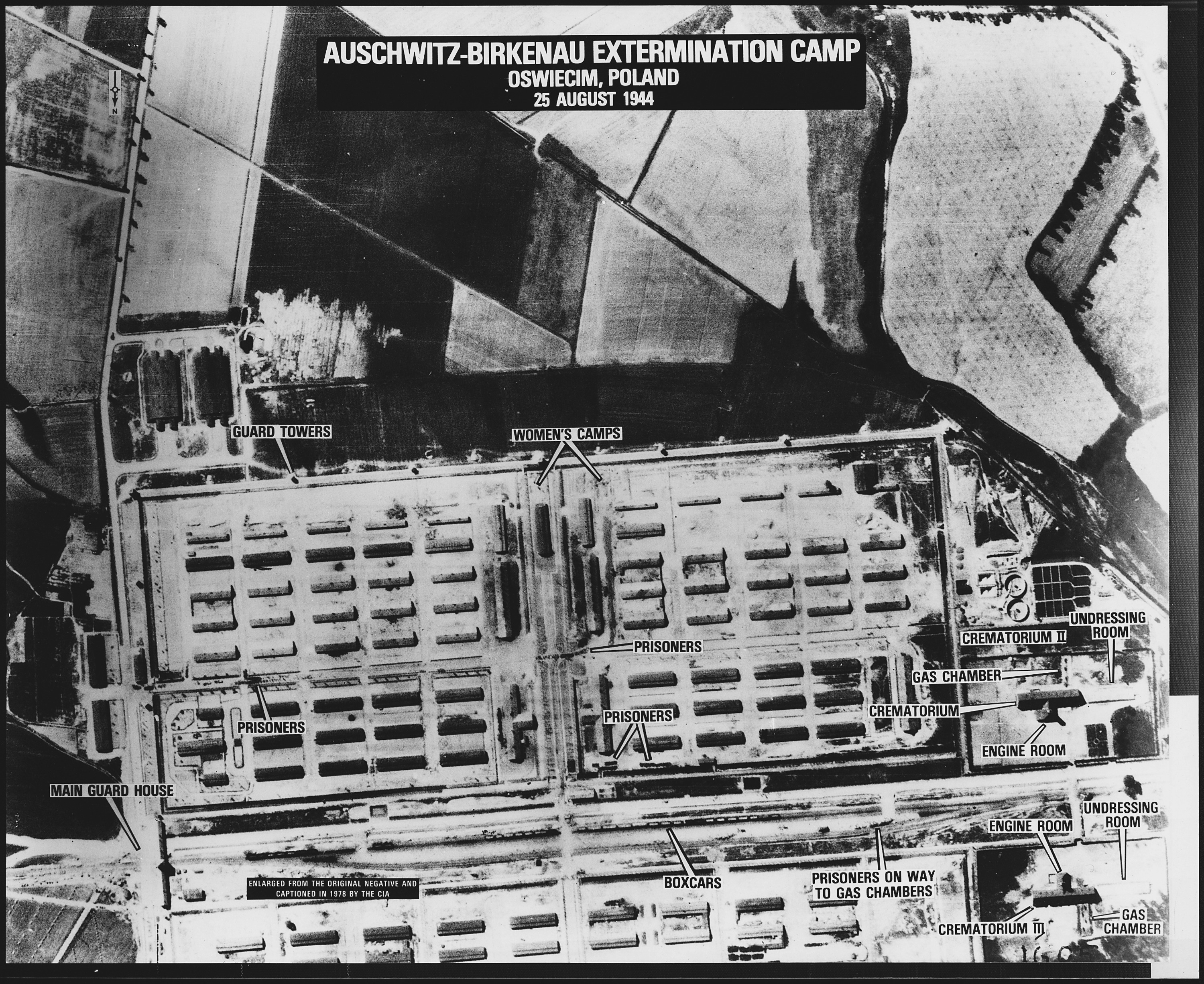
Luchtfoto uit augustus 1944 met daarop het selectieperron en crematoria II en III. Ook zichtbaar is een groep mensen op weg naar de gaskamers.

Het selectieperron (ook Birkenauperron) in het vernietigingskamp Auschwitz-Birkenau was een treinperron waar transporten van Joden arriveerden om rechtstreeks te worden doorgeleid naar de gaskamers in de bij het perron gelegen crematoria op het kamp. Van ieder transport werd een beperkt aantal personen geselecteerd voor dwangarbeid.
De meeste slachtoffers kwamen in Auschwitz-Birkenau aan met de trein, en vaak hadden ze dan een dagenlange treinreis in goederenwagons achter de rug. Eenmaal in het kamp aangekomen moesten de Joden de treinen verlaten en alles wat ze bij zich hadden achterlaten en afgeven aan leden van het Kanada-Kommando.

## Selectie
De selectie hield altijd in dat mannen en vrouwen gescheiden werden; vervolgens werden soms leeftijdsgrenzen bekend gemaakt en moesten kinderen en ouderen, evenals moeders van jonge kinderen zich in één rij opstellen en de overige gedeporteerden, mannen en vrouwen apart, in twee andere rijen. Kinderen beneden de zestien jaar, en vanaf 1944 beneden de 14 jaar, werden voor de gaskamers geselecteerd.
Soms moesten ze een SS-officier (van maart-april 1943 een SS-arts) passeren. Tegen verontruste mannen die meenden dat hun vrouwen en kinderen volledig gescheiden van hen ondergebracht zouden worden, werd dan wel gezegd dat zij die vrouwen en kinderen elke zondag zouden kunnen opzoeken.
In uitzonderlijke gevallen werd Josef Mengele door de soldaten opgehaald. Dit gebeurde bijvoorbeeld bij meerlingen en de familie Ovitz die zeven mensen bevatte die allen pseudoachondroplasie hadden. Mengele wenste deze mensen in zijn gruwelijke experimenten te gebruiken en voorkwam daarmee dat ze in de gaskamers belandden. Toch voorkwam dit niet altijd hun dood; twee kleine mensen die na de Ovitzen aankwamen, zouden vermoord worden en gekookt, zodat hun botten gebruikt konden worden voor een museum.
Er werd geselecteerd op basis van fysieke criteria, vakmanschap en het aantal werkkrachten dat men in Auschwitz kon gebruiken. Indien de Duitsers geen werkkrachten nodig hadden, kwam het voor dat alle mensen uit een transport werden vergast. De gevangenen die geselecteerd werden om te werken, brachten enige tijd door in een quarantaineafdeling, en werkten daarna in het kamp zelf of op de aan het kamp verbonden werkkampen. Statistisch kwamen ongeveer 20% van de gedeporteerden hiervoor in aanmerking. Van de 1,1 miljoen Joden die naar Auschwitz werden gedeporteerd, werden 200.000 geselecteerd voor dwangarbeid. De overige 900.000 personen werden direct vergast.
In Auschwitz zelf werd de term "selectie" niet door de Duitsers gebruikt.

## Geschiedenis
Het speciale perron werd in 1944 aangelegd en functioneerde van 29 april en eind oktober 1944. Voorheen stopten de treinen op de 'Judenrampe' buiten het kamp waarvandaan de afstand te voet of met bussen en vrachtwagens werd afgelegd. Ook de transporten vanuit het Nederlandse Kamp Westerbork kwamen op de oude Judenrampe aan, met uitzondering van het laatste transport. Hierbij werd een selectie uitgevoerd door SS'ers samen met de kampartsen. Deze wees naar de rij die, zo werd gezegd, moest lopen of de rij die vervoerd zou worden. De "zwakken" (kinderen, bejaarden, zwangere vrouwen, gehandicapten), die met de auto's vervoerd werden, werden direct naar de gaskamers gestuurd, terwijl de "sterken", die moesten lopen, naar het nabijgelegen concentratiekamp gestuurd werden om er te werken.

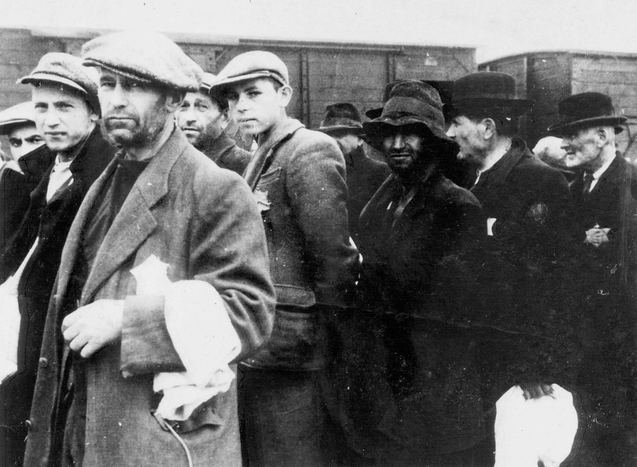
Mannen op het perron ter selectie
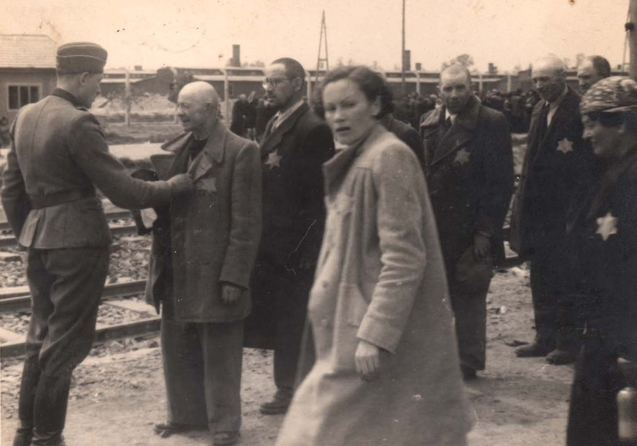
Selectie door een SS-arts
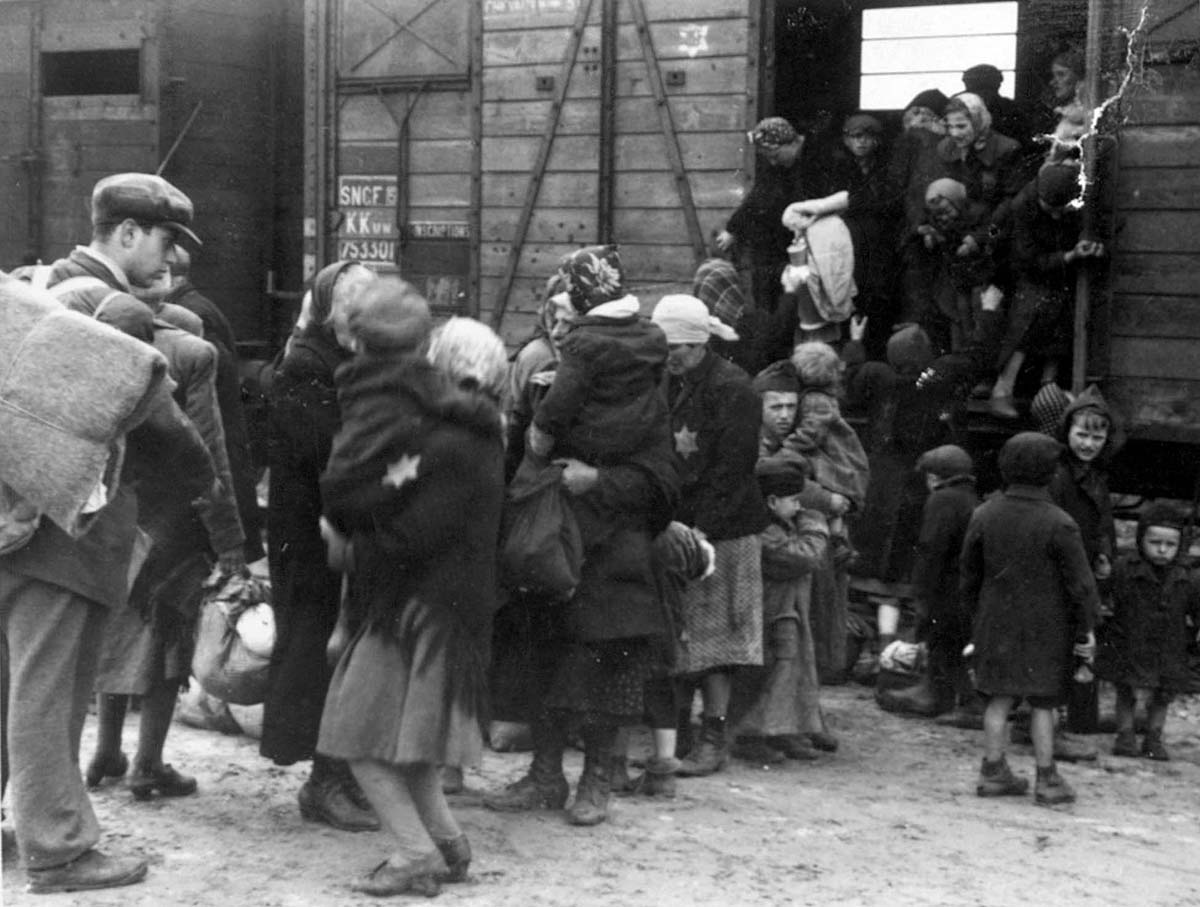
Kinderen en hun moeders stappen uit een goederenwagon
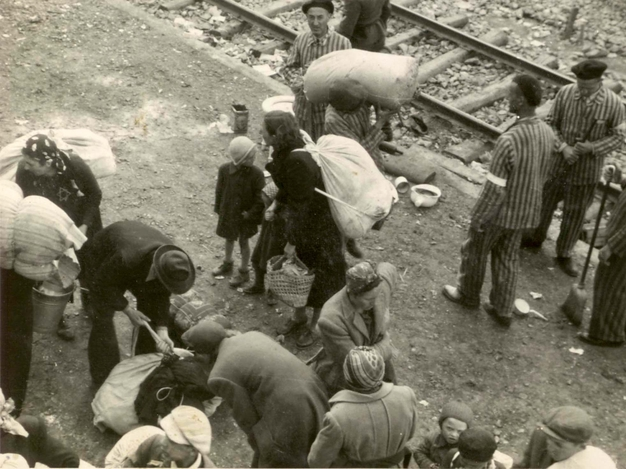
Moeder en kind op het perron
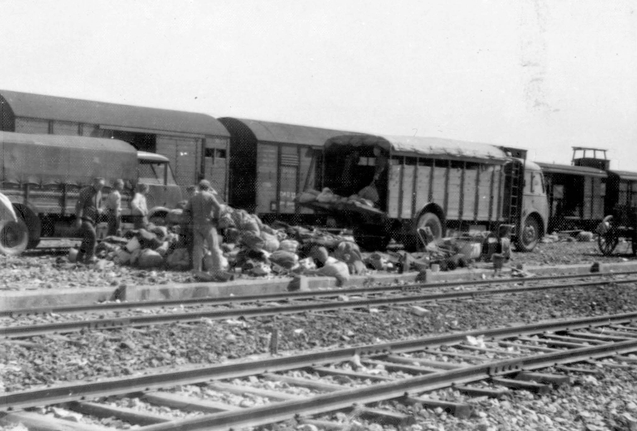
Bagage wordt ingeladen in vrachtwagens om uitgezocht te worden in het Kanadakamp
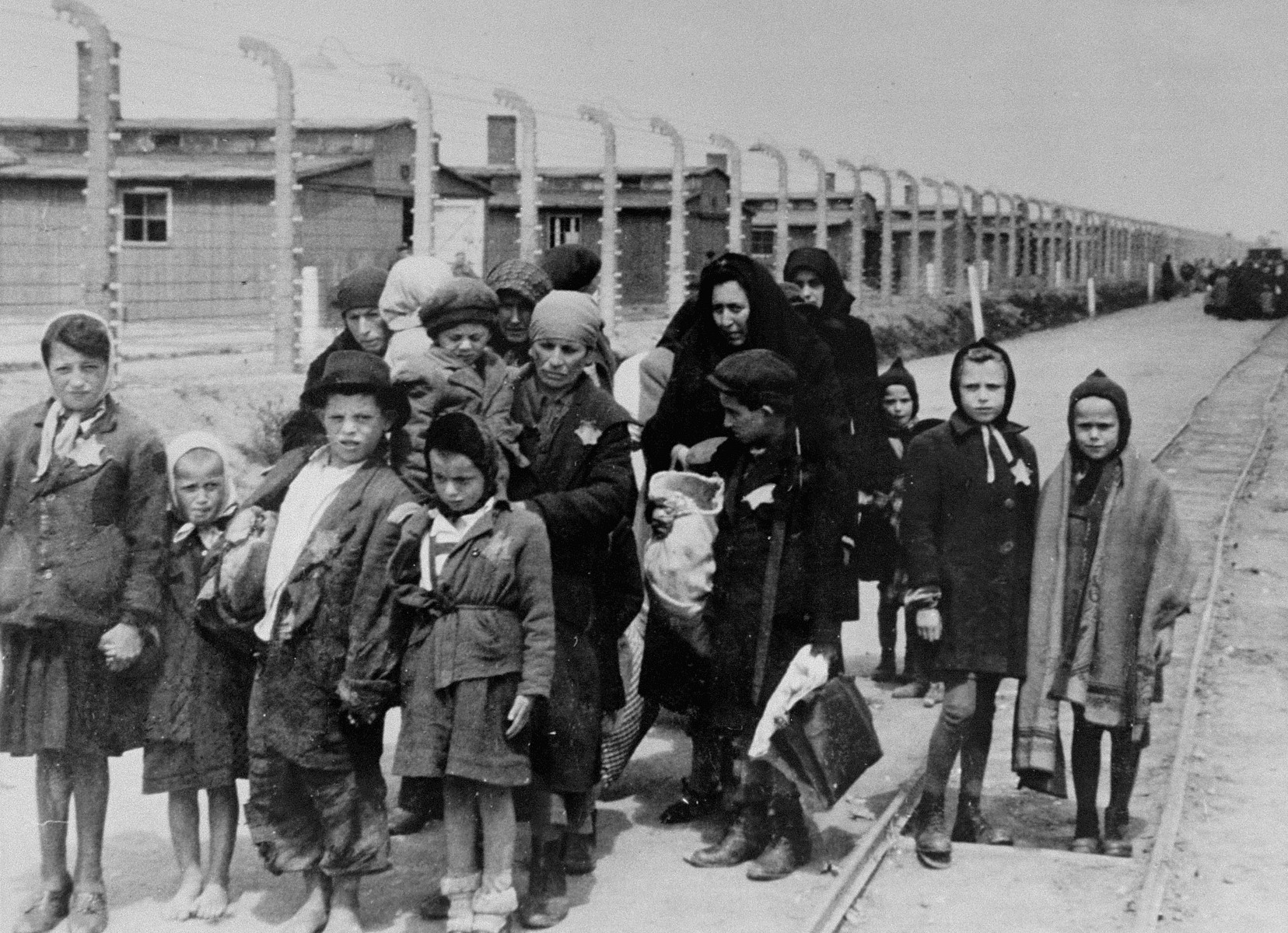
Moeders met kinderen verlaten het perron op weg naar de gaskamer
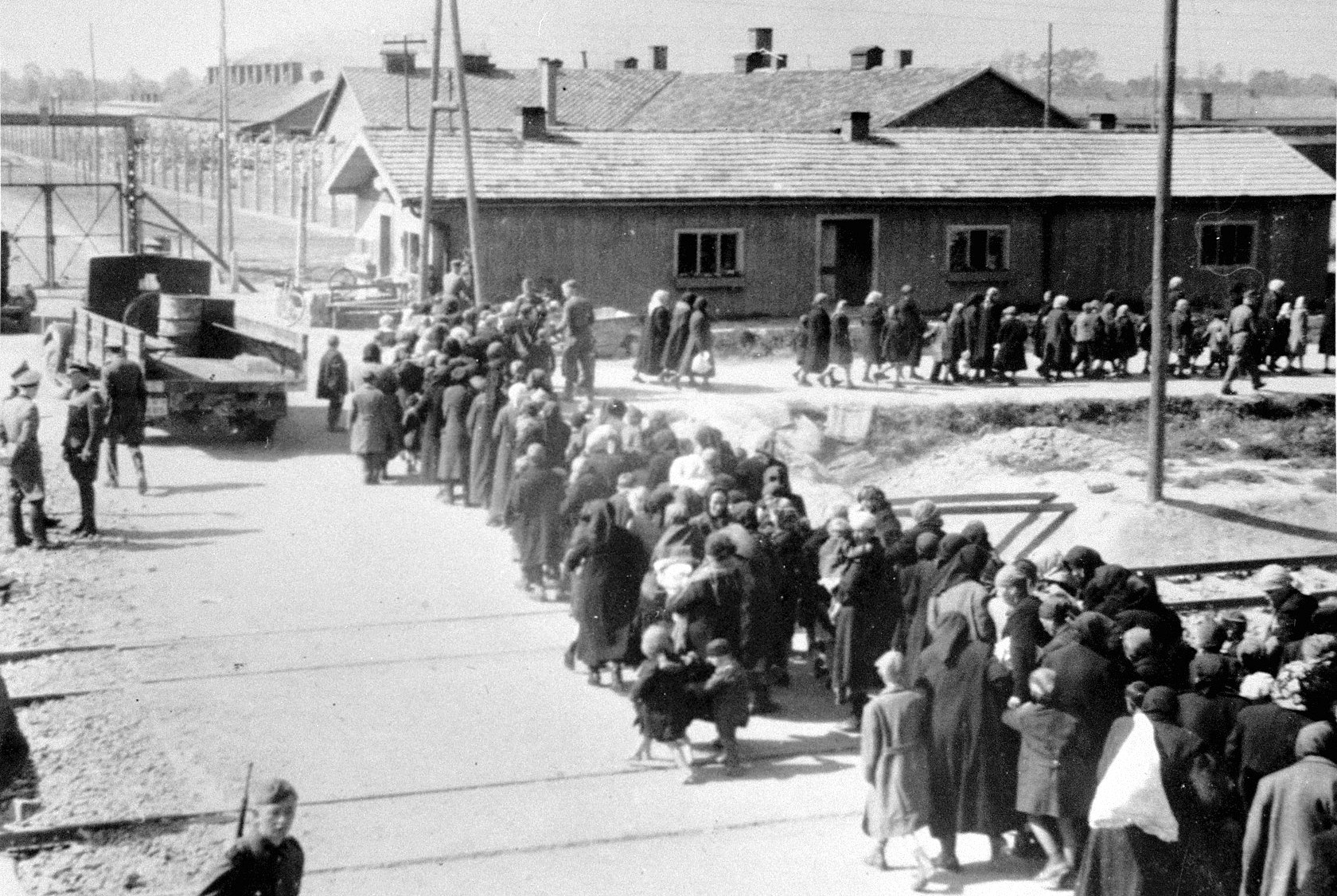
Stoet mensen op weg naar de gaskamers
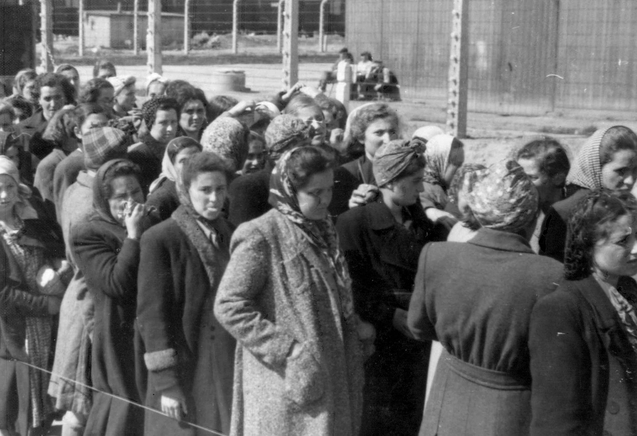
Vrouwen geselecteerd voor dwangarbeid